# Dave Dennis

a Compétitions nationales et continentales officielles uniquement.

b Matchs officiels uniquement.
Dernière mise à jour le 24 juillet 2021.
Dave Dennis, né le 10 janvier 1986 à Sydney, est un joueur international australien de rugby à XV qui évolue au poste de troisième ligne ou deuxième ligne.

## Biographie
Il intègre la franchise des Waratahs lors de la saison 2007 de Super 14 et joue son premier match face aux Crusaders. Il obtient le capitanat de son équipe lors de la saison 2013.

## Palmarès
- Vainqueur du Super Rugby en 2014
- Vainqueur de la Premiership en 2017 et 2020
  - Finaliste en 2019
- Vainqueur de la Coupe d'Europe en 2020

## Statistiques en équipe nationale
Dave Dennis compte dix-huit sélections avec les Wallabies, depuis sa première sélection le 5 juin 2012 lors de la défaite 6 à 9 face à l'Écosse à Newcastle.